# Gai Pletori
Gai Pletori (en llatí Caius Pletorius) va ser un magistrat menor romà del segle ii aC. Formava part de la gens Pletòria, una gens romana d'origen plebeu.
Va ser un dels tres triumvirs comissionats per fundar una colònia romana a Crotona al sud d'Itàlia l'any 194 aC. Probablement és el mateix personatge que va formar part d'una ambaixada enviada a Gentius, rei d'Il·líria.